# Maunu, Sverige
För andra betydelser, se Maunu.
Maunu är en by i Norrbottens län, belägen vid Könkämäälven, cirka 18 kilometer väster om Karesuando och 110 kilometer norr om Kiruna och cirka 300 meter från gränsen mellan Finland och Sverige (som går mitt i älven) och cirka 700 meter från byn Maunu i Finland. Maunu är den nordligaste byn i Sverige som förbinds med en allmän väg, länsväg BD 901, vilket också är Sveriges nordligaste allmänna väg. I Maunu finns ett av de cirka 20 naturminnena i länet, en grupp gamla granar. I norra delen av byn Maunu intill Könkämäälven finns en udde vid namn Vikkuriniemi.
Den förste kände boende på orten var länsmannen Måns Erisson Maunu och skedde omkring 1720. Historiskt var Maunu en centralort som inrymde BB, tull, postkontor och landsfiskal. När Karesuando expanderade på 1800-talet överflyttades dessa verksamheter dit. 1935 beslutades att en landsväg skulle byggas mellan Norge och Sverige via Maunu, som ligger omkring nio mil från norska gränsen. Arbetet hann dock endast påbörjas när den ansvarige vägdirektören avled 1937, varvid projektet avbröts.
I juli 2020 fanns det enligt Ratsit fem personer över 16 år registrerade med Maunu som adress.